# Margery Wentworth
Margery Wentworth, también conocida como Margaret Wentworth (c. 1478 - c. octubre de 1550) fue una noble inglesa, esposa de Sir John Seymour y madre de la reina Juana Seymour, tercera esposa de Enrique VIII de Inglaterra, y por tanto, abuela del rey Eduardo VI de Inglaterra.

## Biografía
Margery nació alrededor de 1478, hija de Sir Henry Wentworth y Anne Say, esta última hija a su vez de sir John Say y Elizabeth Cheney. Elizabeth y Edmund Howard, primos hermanos de Margery, fueron respectivamente padres de otras dos esposas de Enrique VIII: Ana Bolena y Catalina Howard.

## Infancia y juventud
Margery creció en casa de su tía, Isabel Tilney, condesa de Surrey, donde conoció al poeta John Skelton, que la convirtió en su musa y le dedicó un poema elogiando su belleza y su buen carácter.

## Matrimonio y descendencia
Se casó antes de 1500 con Sir John Seymour, de Wulfhall en Savernake Forest, Wiltshire, con quien tuvo nueve hijos.

### Descendencia
- John (c.1498- 15 de julio de 1510);
- Edward ( 1500 - 1552), I duque de Somerset, y Lord Protector de Inglaterra desde 1547 hasta 1549;
- Henry ( 1501 -  1578)
- Anthony (c.1503 - 1568)
- Juana (c. 1504/1509 - 1537), reina de Inglaterra, 3ª esposa de Enrique VIII, madre de Eduardo VI de Inglaterra;
- Margery (c. 1506 - c.1520)
- Thomas (c. 1508 - 1549), I barón Sudeley;
- Elizabeth (c. 1513 - 1563), marquesa de Winchester, que se casó con Gregorio Cromwell, I barón Cromwell, hijo del ministro de Enrique VIII;
- Dorothy (c. 1516- 1566)

## Muerte
Margery Wentworth murió por causas naturales el 18 de octubre de 1550.

## Relación con la familia de Catalina Howard y la familia Bolena
- Su abuela, Elizabet Cheney, era también bisabuela de Catalina Howard y Ana Bolena.
- Margery era prima de la madre de Ana Bolena, y del padre de Catalina Howard.
- Margery y Edmund Howard, padres de Juana Seymour (3ª esposa de Enrique VIII) y Catalina Howard (5ª esposa de Enrique VIII), eran primos, por lo tanto ellas eran primas segundas.
- Catherine Howard era prima de Ana y María Bolena: sus padres eran hermanos

|                 |                 |                 |                 |                  |                  |                  |                  |                  |                  |                  |                  |                  |                  | Elizabeth Cheney |          |              |              |              |              |              |              |            |            |                   |                   |                   |                   |                   |                   |  |  |  |  |  |  |  |  |  |  |  |  |  |  |  |  |
|                 |                 |                 |                 |                  |                  |                  |                  |                  |                  |                  |                  |                  |                  |                  |          |              |              |              |              |              |              |            |            |                   |                   |                   |                   |                   |                   |  |  |  |  |  |  |  |  |  |  |  |  |  |  |  |  |
|                 |                 |                 |                 |                  |                  |                  |                  |                  |                  |                  |                  |                  |                  |                  |          |              |              |              |              |              |              |            |            |                   |                   |                   |                   |                   |                   |  |  |  |  |  |  |  |  |  |  |  |  |  |  |  |  |
|                 |                 |                 |                 | Elizabeth Tilney | Elizabeth Tilney | Elizabeth Tilney | Elizabeth Tilney | Elizabeth Tilney | Elizabeth Tilney |                  |                  |                  |                  |                  |          |              |              |              |              |              |              |            |            | Anne Say          | Anne Say          | Anne Say          | Anne Say          | Anne Say          | Anne Say          |  |  |  |  |  |  |  |  |  |  |  |  |  |  |  |  |
|                 |                 |                 |                 | Elizabeth Tilney | Elizabeth Tilney | Elizabeth Tilney | Elizabeth Tilney | Elizabeth Tilney | Elizabeth Tilney |                  |                  |                  |                  |                  |          |              |              |              |              |              |              |            |            | Anne Say          | Anne Say          | Anne Say          | Anne Say          | Anne Say          | Anne Say          |  |  |  |  |  |  |  |  |  |  |  |  |  |  |  |  |
|                 |                 |                 |                 |                  |                  |                  |                  |                  |                  |                  |                  |                  |                  |                  |          |              |              |              |              |              |              |            |            |                   |                   |                   |                   |                   |                   |  |  |  |  |  |  |  |  |  |  |  |  |  |  |  |  |
| Edmund Howard   | Edmund Howard   | Edmund Howard   | Edmund Howard   | Edmund Howard    | Edmund Howard    |                  |                  | Elizabeth Howard | Elizabeth Howard | Elizabeth Howard | Elizabeth Howard | Elizabeth Howard | Elizabeth Howard |                  |          |              |              |              |              |              |              |            |            | Margery Wentworth | Margery Wentworth | Margery Wentworth | Margery Wentworth | Margery Wentworth | Margery Wentworth |  |  |  |  |  |  |  |  |  |  |  |  |  |  |  |  |
| Edmund Howard   | Edmund Howard   | Edmund Howard   | Edmund Howard   | Edmund Howard    | Edmund Howard    |                  |                  | Elizabeth Howard | Elizabeth Howard | Elizabeth Howard | Elizabeth Howard | Elizabeth Howard | Elizabeth Howard |                  |          |              |              |              |              |              |              |            |            | Margery Wentworth | Margery Wentworth | Margery Wentworth | Margery Wentworth | Margery Wentworth | Margery Wentworth |  |  |  |  |  |  |  |  |  |  |  |  |  |  |  |  |
| Catalina Howard | Catalina Howard | Catalina Howard | Catalina Howard | Catalina Howard  | Catalina Howard  |                  |                  | Ana Bolena       | Ana Bolena       | Ana Bolena       | Ana Bolena       | Ana Bolena       | Ana Bolena       |                  |          | Enrique VIII | Enrique VIII | Enrique VIII | Enrique VIII | Enrique VIII | Enrique VIII |            |            | Juana Seymour     | Juana Seymour     | Juana Seymour     | Juana Seymour     | Juana Seymour     | Juana Seymour     |  |  |  |  |  |  |  |  |  |  |  |  |  |  |  |  |
| Catalina Howard | Catalina Howard | Catalina Howard | Catalina Howard | Catalina Howard  | Catalina Howard  |                  |                  | Ana Bolena       | Ana Bolena       | Ana Bolena       | Ana Bolena       | Ana Bolena       | Ana Bolena       |                  |          | Enrique VIII | Enrique VIII | Enrique VIII | Enrique VIII | Enrique VIII | Enrique VIII |            |            | Juana Seymour     | Juana Seymour     | Juana Seymour     | Juana Seymour     | Juana Seymour     | Juana Seymour     |  |  |  |  |  |  |  |  |  |  |  |  |  |  |  |  |
|                 |                 |                 |                 |                  |                  |                  |                  |                  |                  |                  |                  |                  |                  |                  |          |              |              |              |              |              |              |            |            |                   |                   |                   |                   |                   |                   |  |  |  |  |  |  |  |  |  |  |  |  |  |  |  |  |
|                 |                 |                 |                 |                  |                  |                  |                  |                  |                  |                  |                  | Isabel I         | Isabel I         | Isabel I         | Isabel I | Isabel I     | Isabel I     |              |              | Eduardo VI   | Eduardo VI   | Eduardo VI | Eduardo VI | Eduardo VI        | Eduardo VI        |                   |                   |                   |                   |  |  |  |  |  |  |  |  |  |  |  |  |  |  |  |  |